# Katherine Compton
Katherine Compton, née le 3 décembre 1978 à Wilmington (Delaware), est une coureuse cycliste américaine. Spécialisée dans le cyclo-cross, elle a également décroché quatre médailles en paracyclisme lors des Jeux paralympiques de 2004 avec la cycliste malvoyante Karissa Whitsell (en).

## Dopage
Le 11 août 2021, elle est suspendue pour quatre ans à la suite d'un contrôle positif aux anabolisants. Cette suspension prend effet au 16 septembre 2020, date du contrôle. De plus, elle perd le bénéficie de tous ses résultats obtenus à partir du 16 septembre 2020, y compris la confiscation de toutes ses médailles, points et prix.

## Palmarès en cyclo-cross
- 2004-2005
  -  Championne des États-Unis de cyclo-cross
- 2005-2006
  -  Championne des États-Unis de cyclo-cross
- 2006-2007
  -  Championne des États-Unis de cyclo-cross
  -   Médaillée d'argent du championnat du monde de cyclo-cross
- 2007-2008
  -  Championne des États-Unis de cyclo-cross
  - Coupe du monde #2, Pijnacker
- 2008-2009
  -  Championne des États-Unis de cyclo-cross
  - Coupe du monde #4, Coxyde
  - Coupe du monde #5, Nommay
  - Coupe du monde #7, Roubaix
  -   Médaillée de bronze du championnat du monde de cyclo-cross
- 2009-2010
  -  Championne des États-Unis de cyclo-cross
  - Coupe du monde #1, Trévise
  - Coupe du monde #2, Nommay
  - Cross Vegas, Las Vegas
  - USGP of Cyclocross Planet Bike Cup 1, Sun Prairie
  - USGP of Cyclocross Planet Bike Cup 2, Sun Prairie
  - Darkhorse Cyclo-Stampede International Cyclocross, Covington
  - Lionhearts International Cyclocross, Middletown
  - Harbin Park International, Cincinnati
  - Boulder Cup, Boulder
- 2010-2011
  -  Championne des États-Unis de cyclo-cross
  - 2e de la Coupe du monde
    - Coupe du monde #1, Aigle
    - Coupe du monde #3, Coxyde
    - Coupe du monde #4, Kalmthout
    - Coupe du monde #5, Heusden-Zolder
    - Coupe du monde #7, Hoogerheide

  - USGP of Cyclocross Planet Bike Cup 1, Sun Prairie
  - USGP of Cyclocross Planet Bike Cup 2, Sun Prairie
  - Darkhorse Cyclo-Stampede International Cyclocross, Covington
  - Lionhearts International Cyclocross, Middletown
  - Harbin Park International, Cincinnati
  - Boulder Cup, Boulder
  - USGP of Cyclocross - Mercer Cup 2, Fort Collins
  -  Médaillée d'argent du championnat du monde de cyclo-cross
- 2011-2012
  -  Championne des États-Unis de cyclo-cross
  - Coupe du monde #1, Plzeň
  - USGP of Cyclocross #4 - New Belgium Cup 2, Fort Collins
  - USGP of Cyclocross #5 - Derby City Cup 1, Louisville
  - USGP of Cyclocross #6 - Derby City Cup 2, Louisville
  - Scheldecross, Anvers
  - Vlaamse Druivenveldrit, Overijse
  - Victory Circle Graphix Boulder Cup, Boulder
  - Colorado Cross Classic, Boulder
  - Darkhorse Cyclo-Stampede International Cyclo-cross, Covington
  - Java Johnny's - Lionhearts International Cyclo-cross, Middletown
  - Harbin Park International, Cincinnati
  - 3e de la Coupe du monde
  - 5e du championnat du monde de cyclo-cross
- 2012-2013
  -  Championne des États-Unis de cyclo-cross
  - Vainqueur de la Coupe du monde
    - Coupe du monde #2, Plzeň
    - Coupe du monde #3, Coxyde
    - Coupe du monde #4, Roubaix
    - Coupe du monde #5, Namur

  - USGP of Cyclocross #1 - Planet Bike Cup 1, Sun Prairie
  - USGP of Cyclocross #2 - Planet Bike Cup 2, Sun Prairie
  - USGP of Cyclocross #3 - New Belgium Cup 1, Fort Collins
  - USGP of Cyclocross #4 - New Belgium Cup 2, Fort Collins
  - USGP of Cyclocross #5 - Derby City Cup 1, Louisville
  - USGP of Cyclocross #6 - Derby City Cup 2, Louisville
  - Cross After Dark Series #2 - Gateway Cross Cup, Saint-Louis
  - Cross After Dark Series #3 - Cincy 3 - Lionhearts International, Middletown
  - Cincy3 Darkhorse Cyclo-Stampede, Covington
  - Harbin Park International, Cincinnati
  - Soudal Scheldecross Anvers, Anvers
  - Druivencross, Overijse
  -  Médaillé d'argent au championnat du monde de cyclo-cross
- 2013-2014
  -  Championne des États-Unis de cyclo-cross
  - Vainqueur de la Coupe du monde
    - Coupe du monde #2, Tábor
    - Coupe du monde #3, Coxyde
    - Coupe du monde #4, Namur
    - Coupe du monde #5-Grand Prix Eric De Vlaeminck, Heusden-Zolder
    - Coupe du monde #6, Rome

  - Boulder Cup, Boulder
  - Colorado Cross Classic, Boulder
  - Cross After Dark Series #3 - Cincy 3 - Lionhearts International, Mason
  - MudFund Derby City Cup 1, Louisville
  - MudFund Derby City Cup 2, Louisville
  - Trophée Banque Bpost #6 - Grand Prix Sven Nys, Baal
  - Soudal Scheldecross Antwerpen, Anvers
  - Vlaamse Druivenveldrit, Overijse
  - 9e du championnat du monde de cyclo-cross
- 2014-2015
  -  Championne panaméricaine de cyclo-cross
  -  Championne des États-Unis de cyclo-cross
  - Coupe du monde de cyclo-cross #1, Valkenburg
  - Colorado Cross Classic, Boulder
  - Boulder Cup, Boulder
  - Trek CXC Cup (1), Waterloo
  - Trek CXC Cup (2), Waterloo
  - Providence CX Festival (1), Providence
  - Providence CX Festival (2), Providence
  - National Trophy Series #4, Milton Keynes
  - 3e de la Coupe du monde
- 2015-2016
  -  Championne panaméricaine de cyclo-cross
  -  Championne des États-Unis de cyclo-cross
  - Cincy3 - Kings CX After Dark , Mason
  - The Derby City Cup #1, Louisville
  - The Derby City Cup #2, Louisville
- 2016-2017
  -  Championne panaméricaine de cyclo-cross
  -  Championne des États-Unis de cyclo-cross
  - Coupe du monde de cyclo-cross #2, Iowa City
  - Trek CXC Cup #1, Waterloo
  - KMC Cyclo-Cross Festival #1, Providence
  - KMC Cyclo-Cross Festival #2, Providence
  - Charm City Cross #1, Baltimore
  - Charm City Cross #2, Baltimore
  - DCCX #1, Washington DC
  - DCCX #2, Washington DC
  - Ruts N Guts #1, Broken Arrow
  - Ruts N Guts #2, Broken Arrow
  - SOUDAL Classics - Leuven, Louvain
  - 9e de la Coupe du monde
- 2017-2018
  -  Championne panaméricaine de cyclo-cross
  -  Championne des États-Unis de cyclo-cross
  - Coupe du monde #8, Nommay
  - Classement général du IJsboerke Ladies Trophy
    - IJsboerke Ladies Trophy #1, Renaix
    - IJsboerke Ladies Trophy #7, Baal

  - Trek CXC Cup, Waterloo
  - Brico Cross Polderscross, Kruibeke
  - Kermiscross, Ardooie
  - The Derby City Cup, Louisville
  -   Médaillée d'argent du championnat du monde de cyclo-cross
  - 5e de la Coupe du monde
- 2018-2019
  -  Championne des États-Unis de cyclo-cross
- 2019-2020
  - US Open of Cyclocross #1, Boulder City
  - 3e du championnat des États-Unis de cyclo-cross
  - 4e du championnat du monde de cyclo-cross

## Palmarès en paracyclisme

### Jeux paralympiques
- Athènes 2004
  -  Championne olympique du combiné course en ligne/contre-la-montre en tandem (avec Karissa Whitsell)
  -  Championne olympique de la poursuite individuelle-3 km (avec Karissa Whitsell)
  -  Médaillée d'argent du kilomètre du kilomètre (avec Karissa Whitsell)
  -  Médaillée de bronze de la vitesse (avec Karissa Whitsell)

### Championnats du monde IPC
- Altenstadt 2002
  -  Médaillée d'or de la poursuite (avec Karissa Whitsell)
  -  Médaillée d'or du contre-la-montre (avec Karissa Whitsell)
  -  Médaillée d'argent du kilomètre (avec Karissa Whitsell)